# Tatamátapakul
Tatamátapakul (Scytalopus alvarezlopezi) är en nyligen beskriven fågelart i familjen tapakuler inom ordningen tättingar.

## Utbredning
Arten förekommer i västra Colombia.

## Status
Internationella naturvårdsunionen IUCN kategoriserar den som nära hotad.

## Namn
Fågelns vetenskapliga artnamn hedrar den colombianska ornitologen Humberto Álvarez-López.